# Evangelische Kirche Terebletsche

Evangelische Kirche Terebletsche

Die Evangelische Kirche ist ein Kirchengebäude in Terebletsche (deutsch: Tereblestie), einem Dorf in der Oblast Tscherniwzi der westlichen Ukraine. Errichtet ursprünglich für die deutschsprachige evangelisch-lutherische Gemeinde, dient sie heute der Baptistengemeinde des Ortes.

## Geschichte
Nach der Übernahme des Ortes Tereblestie siedelten sich ab 1787 Siedler aus Südwestdeutschland  an, die eine evangelische Gemeinde bildeten und 1796 ein erstes evangelisches Schulhaus errichteten. Seelsorgerisch wurde der Ort zunächst von der evangelischen Gemeinde Milleschoutz, ab 1860 von Radautz in der Evangelischen Superintendentur A. B. Galizien betreut. 1867 erhielt der Ort einen eigenen Kirchenbau, der am 23. November des Jahres eingeweiht und 1906 zum Sitz einer selbständigen Pfarre wurde. Erster (und einziger) lutherischer Pastor der Gemeinde wurde Rudolf Fischer (1874–1953). 1940 wurde im Rahmen der nationalsozialistischen Umsiedlungspolitik (Heim ins Reich) die deutschsprachige Bevölkerung umgesiedelt und die evangelische Kirchengemeinde aufgelöst, deren Kirche in der Folgezeit zunächst als Lagerhaus, später als Lenin-Museum und Kino genutzt wurde. Dabei wurde der Kirchturm abgetragen und seine Glocken an die nahegelegene orthodoxe Kirche St. Michael übertragen. Heute dient das Gebäude als Gotteshaus der Baptisten.

## Architektur
Die ehemalige lutherische Kirche ist eine in den Formen des Rundbogenstil errichtete Saalkirche mit eingezogenem Turmbau und halbrund geschlossenem Altarhaus, die Wandgliederung erfolgt durch Lisenen und Rundbogenfries.